# Ivan Pivčević
Don Ivan Pivčević (Gata, 1863. — 1933.), hrvatski katolički svećenik i zavičajni povjesničar

## Životopis
Rodio se je u Gatima. Zaredio se za svećenika. Predano je proučavao poljičku prošlost. Uklopljen je u vrijeme, običaje, glagoljašku tradiciju. Dosta je pisao o poljičkim junacima, kao što su Žarko Dražojević, Ivaniš Nenadić, Mile Gojsalić, don Jure Pezeljić, Bare Lekšić, Mare Žuljević. Studiozno je opisao poljičku povijest, te je naveo mnoštvo bitaka, plemena i hrvatskih velikaša koji su na bilo koji način bili u kontaktu s nama, zatim o mletačkim, osmanskim, austrijskim i francuskim vremenima. Kraće se bavio poljičkim ispravama iz 15. stoljeća. Svoje teze, zaključke, gradio je na temelju dugogodišnjeg istraživanja. Pisao je i o nazivu, stanovništvu, ustavu, statutu, nebeskom zaštitniku, pečatu i skrinjici te vojsci, detaljno i domoljubno. Uvijek se namjerno ograđivao te svjesno naglašavao da zbog osjetljivosti teme za vrlo malo stvari može biti apsolutno siguran i precizan. Veliki dio tekstova je na temu crkvene povijesti Poljica. Knjigu Pivčevićevih sabranih radova o Poljicima priredio je i objavio Ivan Banić 2008. godine.